# 藤井かほり
藤井 かほり（ふじい かおり、9月23日 - ）は、日本の女優、ファッションモデル、ソムリエ。多摩美術大学美術学部グラフィックデザイン学科卒業。所属事務所は(株)キャストパワー。

## 人物
- 愛知県名古屋市に生まれ、アメリカ、長野、大分で育つ[1]。両親は広島の出身[1]。
- 子供の頃から演技や創作活動に関心を持ち、大分高等学校在学中（1980年-1983年）は演劇部と美術部に所属する。
- 多摩美術大学にてグラフィックデザインを学ぶ。1986年、同大学在学中にスカウトされ、ファッションモデルとしての活動を開始する。以後、CM、雑誌、ファッションショーなどで活躍する。
- 1989年、映画『Peach』ヒロイン役で銀幕デビュー後、女優としての活動を開始する。
- 2019年より、夫と三軒茶屋でモロッコレストラン「ダール・ロワゾー」を経営[2]。

## 受賞歴
- 「東京フィスト」 
  - 第10回高崎映画祭（最優秀助演女優賞）
  - サンダンス・フィルム・フェスティバル・イン・トーキョー95（グランプリ受賞）

## 出演

### 映画
- Peach－どんなことしてほしいのぼくに－（1989年）　主演
- 喪の仕事（1990年）　主演
- コンビニエンス（C）・ジャック（1992年）
- リング・リング・リング　涙のチャンピオンベルト（1993年）
- 東京フィスト（1995年）　主演
- スワロウテイル（1996年）　アゲハの母・ユリコ 役
- 夏時間の大人たち（1997年）
- 四月物語（1998年）　北尾照子 役
- ざわざわ下北沢（2000年）
- リリイ・シュシュのすべて（2001年）
- ピストルオペラ（2001年）　明石町の女 役
- ドラゴンヘッド（2003年）
- もうすぐ春（2005年）
- リンダ リンダ リンダ（2005年）　中山先生 役
- メゾン・ド・ヒミコ（2005年）
- 14歳（2006年）　雨宮純子 役
- HAZE（2006年）
- 長い長い殺人（2007年11月4日 テレビドラマ、2008年に劇場公開）
- Lost & Found（2010年）　こころ 役
- あかぼし（英語版）（2013年）　林清美　役

### Vシネマ
- 狙撃 完結篇 THE SHOOTIST（1994年）
- 最後の馬券師（1994年）
- 呪怨2（ビデオ版）（2000年） 北田良美 役

### テレビドラマ
- 悪いこと 第11話「声」（1992年7月9日　フジテレビ）
- 嘘でもいいから（1993年　日本テレビ）
- 寝たふりしてる男たち（1995年　日本テレビ）
- ドラマ新銀河・素敵に女ざかり（1996年　NHK）- 潮田麻子 役
- Jelly in the Merry-go-round（1998年　テレビ東京）
- ズッコケ三人組2 第3・6・8回（1999年　NHK教育）　鰆先生 役
- ズッコケ三人組3 第5回（2001年　NHK教育）　鰆先生 役
- 牙狼-GARO- 第2話（2005年　テレビ東京）　九条あずさ 役
- わたしが子どもだったころ 姜尚中篇（2007年　NHKBS-hi）　母・永野春子 役
- 長い長い殺人（2007年11月4日、WOWOW/2008年劇場公開）
- 白洲次郎 第1話（2009年2月28日・8月20日、NHK）
- 特捜9（2018年テレビ朝日） - 高森静江

### CM
- サントリー　シャンメイチュウ
- 資生堂　アンジェリーク
- ポーラ化粧品本舗　ルミエラ（1993年）
- 資生堂　リラックスウォーター（1994年 - 1995年）
- パナソニック　ハイビジョン　ヨコヅナ（1995年）
- JR東日本　東北大陸（1996年）
- リンレイ　除菌剤（1997年）
- ロート製薬　ドリスタン（1997年）
- 花王　ビオレU（1998年）
- DTC　TRILOGY（2003年 - 2007年）
- NTT西日本（2003年）
- 首都圏コープ事業連盟 「企業CM」生協パルシステム（2004年）
- 松下電器 企業CM（2004年）
- キリン新・一番搾り　オール媒体（2004年 - 2005年）
- 榎本くるみ　打ち上げ花火PV
- 片岡物産　バンホーテンココア（2006年 - ）
- 第一生命　幸せの道　卒業篇（2010年）
- 大塚製薬 ポカリスエット CM 絆ー親から子へ ダンス篇（2012年）

### 舞台
- ヴァンプ・ショウ（1992年 原作：三谷幸喜 演出：池田成志/板垣恭介）
- ぼくにやさしい四人の女（1993年 原作：内田春菊 演出：木野花）
- LOONY ルーニイー（1995年 演出：鈴木勝秀） 主演
- 田中千禾夫・澄江記念公演「手児奈と恋と」（1996年 演出：大山勝美）
- tribute（1999年 演出：小林宏史） 主演
- 哀しい予感（2007年 原作：よしもとばなな 演出：塚本晋也）
- Dream Box（2015年 演出：倉本朋幸）

### 雑誌
- InRed
- Domani
- Rumina
- an an
- ミセス
- Ku:nel